# Władimir Iwaszow
Władimir Siergiejewicz Iwaszow (ros. Владимир Сергеевич Ивашов, ur. 28 sierpnia 1939 w Moskwie, zm. 23 marca 1995 w Moskwie) – radziecki aktor.
Znany głównie z roli szeregowego Aloszy Skworcowa w filmie Ballada o żołnierzu Grigorija Czuchraja z 1959 roku, w którym zagrał wraz z Żanną Prochorienko. Wystąpił również w innych filmach jak Test pilota Pirxa czy Łza księcia ciemności.
Iwaszow zmarł 23 marca 1995 roku w Moskwie w wieku 55 lat. Spoczywa na Cmentarzu Wagańkowskim w Moskwie.

## Wybrana filmografia
- 1992: Łza księcia ciemności
- 1978: Test pilota Pirxa jako II pilot Harry Brown
- 1976: Czerwone ciernie jako Władimir
- 1976: Jarosław Dąbrowski jako Andriej Potiebnia
- 1975: Rozerwany pierścień jako kapitan Afanasjew
- 1971: Korona carów rosyjskich
- 1959: Ballada o żołnierzu jako szeregowy Alosza Skwarcow

i inne